# Diverbium
Ein Diverbium (von lat. dis = auseinander und verbum = Wort) oder auch Deverbium ist ein Wechselgespräch zweier Schauspieler in der altrömischen Komödie.
Das Diverbium wurde im Gegensatz zu den Cantica wohl ohne Musikbegleitung gesprochen. Sein Versmaß war stets der jambische Senar. In den Handschriften wurden Diverbia mit DV markiert.